# 김동현 (루지 선수)
김동현(金東鉉, 1991년 9월 24일 ~ )은 대한민국의 루지 선수이다. 2011년에 국가대표로 발탁되었고 2014년 동계 올림픽에 참가했다.